# Луг (річка)
Луг — річка в Україні, у межах Стрийського району Львівської області. Ліва притока Дністра (басейн Чорного моря).

## Опис
Довжина Лугу 25 км, площа басейну 616 км² (разом з р. Бібркою). Похил річки 3,4‰. Долина помірно звивиста, у верхній течії (до с. Дев'ятники) V-подібна, на решті довжини коритоподібна і трапецієподібна, завширшки від 0,2 км біля витоку до 4 км біля с. Отиневичі. Русло звивисте з численними меандрами, особливо розлогі меандри неподалік від гирла. Русло переважно нерозгалужене, ширина русла 3-6 м. Швидкість течії 0,3-0,4 м/сек, максимальна 2 м/сек. Басейн Луги зарегульований ставками (109 ставків загальною площею 213,1 га) та Отиневицьким водосховищем (площа водного дзеркала 197 га, об'єм 1,46 млн. м³). Живлення річки змішане, переважно дощове. Річний хід рівня води характеризується високим підйомом весною і серією дощових паводків влітку і восени. В басейні 259 річок загальною протяжністю 429,3 км, в тому числі 4 річки завдовжки понад 10 км (Боберка, Давидівка, Суходілка, Біла). Середньорічна сума опадів на території басейну — 891 мм. на рік. 
В межах басейну розташовано 75 населених пунктів, з них два міста: Бібрка і Ходорів та одне селище міського типу — Нові Стрілища. 
Воду використовують для потреб водозабезпечення населення, промисловості та сільського господарства. Водокористувачами є 20 підприємств, серед яких найбільшими є рибгосп «Ходорів», державне підприємство «Ходорівводоканал», комунальне підприємство «Бібрський комунальник», міське комунальне підприємство «Львівводоканал», Бібрське лінійне виробниче управління магістральних газопроводів і база відпочинку «Узлісся». Середній об'єм забраної води становить 7794 тис. м³ в рік. Скид стічних вод у річку здійснюють: рибгосп «Ходорів» (1050 тис. м³/рік), ДП «Ходорівводоканал» (115,6 тис. м³/рік), КП «Бібрський комунальник» (34,8 тис. м³/рік), база відпочинку «Узлісся» (2,4 тис. м³/рік). Основними забруднюючими речовинами є азот амонійний( NH4-), азот нітратний (NO3-) та нітритний (NO2-). В межах водозбору функціонує 8 заповідних об'єктів загальною площею 1295,7 га, що становить 2,1 % площі басейну Луги.

## Розташування
Бере початок у Жидачівському районі з Отиневицького водосховища до якого з півночі впадають її дві основні притоки: Давидівка (витік на північі від с. Пасіки-Зубрицькі на висоті 340 м) і Боберка (витік на висоті 435 м на пд-сх. від с. Підгородище). Протікає в межах Ходорівського Опілля з півночі на південь і південний захід. Впадає до Дністра в районі села Буковини. 
Найбільша притока — Давидівка (права). 
Луг протікає через місто Ходорів, а також села Загірочко, Добрівляни, Бортники і Букавина. На річці споруджено кілька ставів, зокрема Ходорівський.